# Hornyánszky Gyula (klasszika-filológus)
Hornyánszky Gyula, ifj. (Pest, 1869. szeptember 22. – Budapest, 1933. január 31.) klasszika-filológus, történész, egyetemi tanár, dékán; történetfilozófus, szociológus, a Magyar Társadalomtudományi Társulat főtitkára, majd elnöke; Magyar Tudományos Akadémia levelező tagja (1909). Id. Hornyánszky Viktor nyomdatulajdonos fia és Ifj. Hornyánszky Viktor könyvkiadó-nyomdatulajdonos és Hornyánszky Ernő nyomdatulajdonos fivére.
Kutatási területe: klasszika-filológia, kultúr- és történetfilozófia, szociológia.

## Életpályája
Hornyászky Viktor nyomdatulajdonos fiaként látta meg a napvilágot. Felsőfokú tanulmányokat a budapesti egyetemen folytatott, 1891-ben bölcsészdoktorátust, 1892-ben középiskolai tanári oklevelet szerzett. Az egyetemen Ponori Thewrewk Emil tanítványa volt, de nem a német klasszika-filológusok módszereit követte, mint mestere, hanem inkább a természettudományos gondolkodás, az angol antropológiai irányzat és a francia szociológiai módszer (Émile Durkheim) irányában tájékozódott, s ezek megnyilvánulásait kereste a görög–római kor irodalmában.
Saját korának embereihez illetve hallgatóihoz ezáltal próbálta közelebb hozni az antikvitást. Ebben nyilván nagy szerepet játszott az, hogy 1893–1894-ben állami ösztöndíjakkal kijutott Párizsba, Londonba tanulmányutakra, s nem sokkal később, 1901–1902-ben Görögországba is.
1894–1896 közt Nagyszebenben kapott gimnáziumi tanári állást, 1902-től Kaposvárott, majd Budapesten tanított gimnáziumban. 1902-ben magántanárrá habilitálták a budapesti tudományegyetemen. 1909-ben beválasztották az MTA levelező tagjai sorába. 1913-tól a kolozsvári Ferenc József Tudományegyetemen kapott katedrát, s 1913. augusztus 4-én kinevezték nyilvános rendes tanárnak.
Az első világháború elvesztése miatt Kolozsvárról menekülnie kellett, s 1921-ben a Szegedre költözött, s a Kolozsvárról Szegedre költözött Ferenc József Tudományegyetem Klasszika-filológiai Intézetében folytatta oktatói és kutatói munkáját, 1923-ig a Klasszika-filológiai Intézetet vezette, 1923-tól az Ókori Történeti Intézet vezetését vette át. Az 1925/26-os tanév első szemeszterében még a Bölcsészettudományi Kar dékáni teendőt is ő látta el, végül 1925. december 18-án a budapesti egyetemre távozott, ahol a III. sz. Klasszika-filológiai Intézet vezetőjévé nevezték ki. 1925-től a Magyar Társadalomtudományi Társaság elnöke volt.

## Művei (válogatás)
- Pindaros. Budapest, 1891.
- A classica-philologia mint történetírás : történetbölcseleti értekezés : 1893-94. Párisban és Londonban tett tanulmányúttal kapcsolatban. Budapest, 1895. 99 p.
- Aristophanes. Budapest, 1897. 156 p.
- Temetési versenyküzdelmek az ősgörögöknél. Budapest, 1900. 66 p.
- Schvarcz Gyula emlékezete. Budapest, 1901. 41 p.
- Történetírás és philosophia. Budapest, 1904. 40 p.

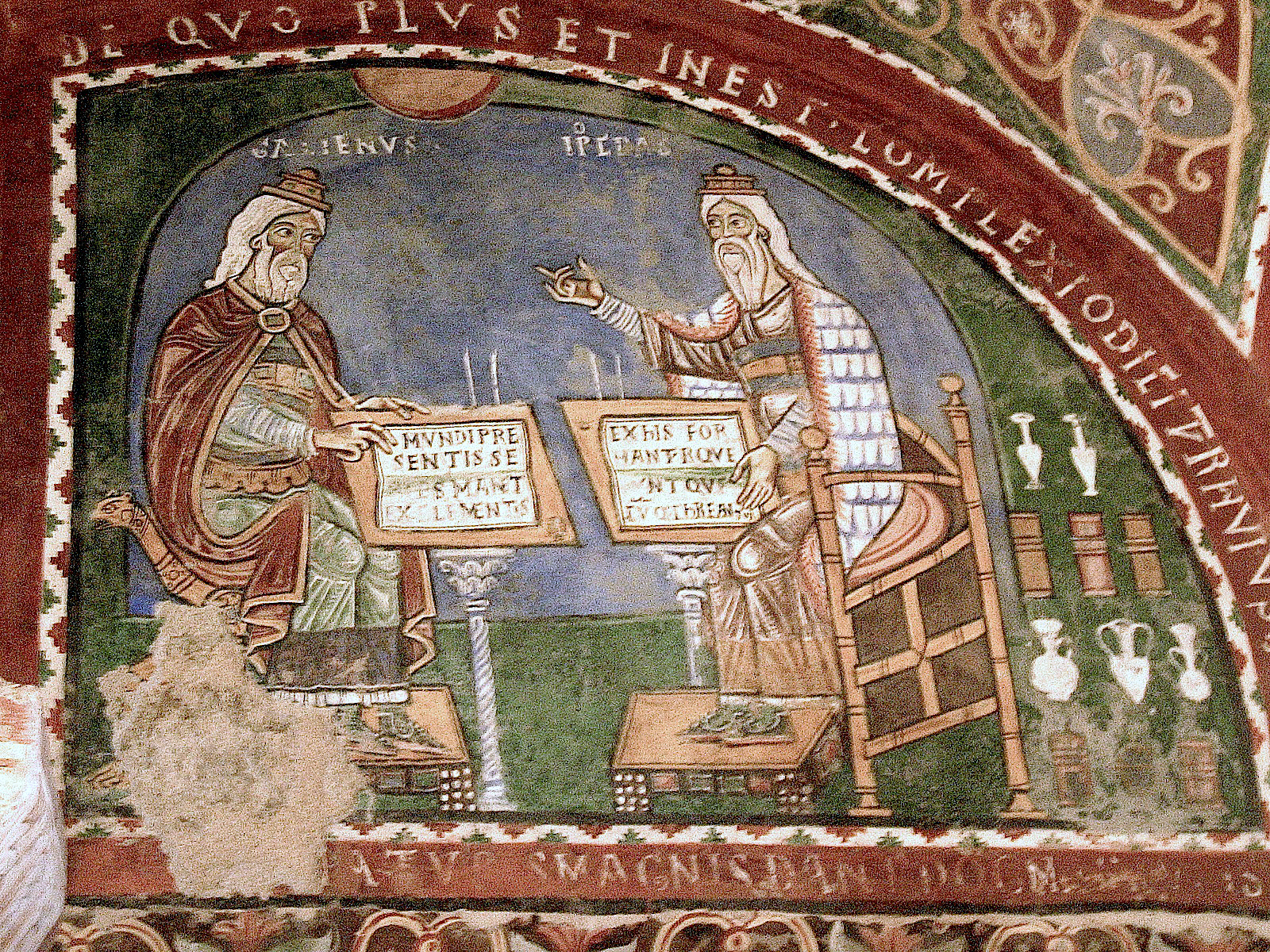
Galénosz és Hippokratész

- A görög felvilágosodás tudománya : Hippokratesz. Budapest, 1910. LVI,  505 p.[4] REAL-EOD (A Magyar Tudományos Akadémia Könyvkiadó Vállalata)
- Tömegpszichológia és görög történet. Budapest, 1912. 23 p.
- Zeller Eduard külső tag emlékezete. Budapest, 1912. 110 p.
- A homerosi beszédek tömeglélektani vonatkozásukban. Budapest, 1915. 23 p. REAL-EOD
- Görög társadalomrajz. Szeged, 1931. 38 p.
- Mi is az a szellemtörténet? Budapest, 1932.(Ser. Társadalomtudományi füzetek ; 12.)

## Társasági tagság
- Magyar Társadalomtudományi Társulat (elnök 1925-től)
- Magyar Philosophiai Társaság (választmányi tag)
- Budapesti Philologiai Társaság (első titkár)
- Magyar Pszichológiai Társaság (társelnök)